# Simontornya
Simontornya là một thành phố thuộc hạt Tolna, Hungary. Thành phố này có diện tích 33,83 km², dân số năm 2010 là 4154 người, mật độ 123 người/km².